# دیسترویر کلاس لوجنس
دیسترویر کلاس لوجنس (به انگلیسی: Lütjens-class destroyer) یک کلاس از کشتی است که طول آن 133.2 m می‌باشد.